# Larry Young (hudebník)
Larry Young (7. října 1940, Newark, New Jersey, USA – 30. března 1978, New York City, New York, USA) byl americký jazzový varhaník. Spolupracoval například s Milesem Davisem, se kterým nahrál dvě alba.

## Diskografie
- 1960: Testifying
- 1960: Young Blues
- 1962: Groove Street
- 1964: Into Somethin'
- 1965: Unity
- 1966: Of Love and Peace
- 1967: Contrasts
- 1968: Heaven on Earth
- 1969: Mother Ship
- 1973: Lawrence of Newark
- 1975: Fuel
- 1975: Spaceball
- 1977: The Magician

Tony Williams
- 1967: Emergency
- 1970: Turn It Over
- 1971: Ego

Grant Green
- 1963: Talkin' About!
- 1964: Street of Dreams
- 1965: I Want to Hold Your Hand
- 1965: His Majesty King Funk

Miles Davis
- 1969: Bitches Brew
- 1974: Big Fun

Joe Chambers
- 1978: Double Exposure

John McLaughlin
- 1969: Devotion

John McLaughlin and Carlos Santana
- 1972: Love Devotion Surrender